# A.B. (achternaam)
A.B., uitgesproken als 'Aa-bee', is een Nederlandse achternaam. In 2007 waren er in Nederland slechts 37 naamdragers, in België kwam de naam niet voor. De grootste concentratie naamdragers woont in de gemeente Emmen, waar 7 mensen met deze achternaam leven. 
De bijzondere achternaam is voor veel naamdragers een last, omdat zij steeds moeten uitleggen dat het niet initialen betreft, maar dat het om de achternaam gaat. Ook wordt een punt in veel systemen niet toegestaan, waardoor de naam vaak genoteerd staat als 'Ab'.

## Oorsprong
Naast de spelling 'A.B.' komen ook 'AB', 'A B', 'A,B' en 'A.B,' voor. De laatste twee namen komen niet voor in het Meertens NFB, wat vermoedelijk te danken is aan de onalledaagse schrijfwijze van deze achternaam. De oorsprong van deze naam is waarschijnlijk een patroniem van een voornaam beginnend met 'Ab', bijvoorbeeld Abraham. 
Ook kan het zijn dat de achternaam voorheen initialen waren van een eerste en tweede naam. Die initialen zijn toen vervolgens bij de naamsaanneming van 1811 als achternaam aangenomen. Dit wordt acrofonische initiaalverbinding genoemd en komt vaker voor, zoals in de familienamen Aka (A.K.), Efdé(e) (F.D.) of Erbé (R.B.).
Er is in het verleden wel eens gesuggereerd dat de oorsprong van achternamen bestaande uit twee initialen terug te voeren zou zijn op de Franse Revolutie, waarbij twee achternamen zouden zijn samengevoegd. Echter, er is geen concreet bewijs voor deze theorie te vinden. Aannemelijker is dat dergelijke achternamen voortkomen uit een praktische benadering, waarbij simpelweg de eerste twee letters van het alfabet werden gecombineerd. Achternamen die bestaan uit slechts twee hoofdletters zijn zeldzaam en er zijn weinig tot geen andere bekende voorbeelden van dergelijke namen. Het idee dat de oorsprong in de Franse Revolutie zou liggen, lijkt dan ook een verzinsel te zijn, mogelijk bedacht om de achternaam meer historisch of exotisch te maken, terwijl de werkelijke oorsprong waarschijnlijk veel eenvoudiger is.
De laatste mogelijkheid is dat de naam Abbé of l'Abbé, gemakshalve door de klerk als A.B. geschreven zou kunnen zijn.